# ترن (فیلم ۱۹۶۴)
ترن (به انگلیسی: The Train) یک فیلم سیاه و سفید جنگی به کارگردانی جان فرانکن‌هایمر و داستان و فیلمنامه‌ای از فرانکلین کوئن و فرانک دیویس براساس کتابی به نام جبههٔ هنر از رز والان می‌باشد که کارهای هنری که توسط آلمان‌ها در طی جنگ جهانی دوم غارت شده بود را ثبت کرده‌است. بازیگران این فیلم برت لنکستر، پل اسکوفیلد و ژن مورو می‌باشند.